# Sindrome di Janz
La sindrome di Janz (dal neurologo tedesco Dieter Janz che per primo la caratterizzò clinicamente nel 1956) o epilessia mioclonica giovanile (o JME, dall'inglese juvenile myoclonic epilepsy) è una forma di epilessia idiopatica, di tipo generalizzato, che rappresenta circa il 6% di tutte le sindromi epilettiche ad insorgenza giovanile.

## Epidemiologia
La sindrome di Janz rappresenta una delle forme più comuni di epilessia nel giovane, con massima incidenza tra i 12 e i 18 anni. Benché possa associarsi spesso con crisi di assenza (30% dei casi circa), è molto frequente (90% dei casi) l'associazione con crisi convulsive di tipo tonico-cloniche.

## Fisiopatologia
Benché non si sia ancora chiarito il momento causale alla base della JME, molteplici ricerche hanno dimostrato la presenza di differenti mutazioni puntiformi a carico di diversi geni implicati nel meccanismi di depolarizzazione/iperpolarizzazione neuronali. Nonostante si tratti di geni codificanti per proteine strutturalmente differenti, tali modificazioni si caratterizzano per essere responsabili di un'aumentata responsività neuronale, elemento patogenetico fondamentale in tutte le forme di epilessie. I geni maggiormente implicati sono CACNB4, GABRA1, CLCN2, GABRD ed EFHC1.

### CACNB4
Il gene CACNB4 codifica per una subunità β del canale del calcio, importante della regolazione e modulazione delle correnti ioniche innescate dai potenziali d'azione. In particolare, la subunità β4, codificata dal gene CACNB4, è presente soprattutto a livello cerebellare. Nel topo, la delezione sperimentale di questo gene porta ad uno stato letargico simile a quello osservato nella JME. Nell'uomo, sono state identificate alcune possibili mutazioni puntiformi a carico questo di gene ritenute responsabili di un alterato controllo delle correnti del calcio che si generano a cavallo della membrana dei neuroni cerebellari; tali reperti suggeriscono un possibile ruolo del gene CACNB4 nella genesi della JME.

### GABRA1
Il gene GABRA1 codifica per la subunità α del recettore GABA A. La mutazione A322D, presente nel terzo segmento della proteina, è spesso presente nel soggetti con JME; tale mutazione sarebbe responsabile di un'alterata responsività delle cellule nervose all'inibizione operata dal GABA.

### CLCN2
Il gene CLCN2 codifica per una subunità del canale del cloro largamente espressa nelle regioni cerebrali inibite dal GABA; alcune modificazioni puntiformi a cariche di questo gene sono state riscontrate nei soggetti con JME; in particolare, si ritiene che le alterazioni strutturali del canale del cloro conducano ad un'altera responsività all'effetto inibitorio del GABA, con aumento dell'eccitabilità neuronale necessaria per la epilettogenesi.

### GABRD
Il gene GABRD codifica per la subunità δ del recettore per il GABA. Benché non sia ancora chiarito il ruolo di questa subunità, si pensa che mutazioni puntiformi (spesso presenti anche in soggetti sani) contribuiscano sinergicamente con altre mutazioni nell'indurre i fenomeni epilettici.

### EFHC1
Il gene EFHC1 codifica per una proteina citoplasmatica estesamente espressa nelle cellule cerebellari del Purkinje e nella regione CA1 dell'ippocampo. Benché il suo ruolo non sia ancora chiarito, tale proteina presenta domini denominati DM10 in grado di legare il calcio e partecipare ai meccanismi pro-apoptoci. Alcune mutazioni, in particolare P77T e R221H, presenti in individui con JME, alterano la funzione di questa proteina, inibendo i meccanismi di morte cellulare programmati di neuroni eccitatori che sarebbero stati altrimenti persi nel corso dello sviluppo; questo momento può essere responsabile dell'aumentata responsività neuronale presente nella JME.

## Profilo clinico
Il quadro clinico insorge tipicamente in età giovanile, con mioclonie bilaterali tendenzialmente aritmiche ed irregolari e che si manifestano soprattutto a livello degli arti superiori. Le mioclonie, singole o ripetitive, tendono a presentarsi al risveglio o dopo stress psicologici o fisici. La rievocazione delle crisi, non sempre facilmente documentabili, può essere scatenata attraverso la stimolazione luminosa intermittente.

## Profilo diagnostico
La presenza di crisi di tipo tonico-clonico, localizzate agli arti superiori e che si manifestano in un soggetto giovane e dopo riposo, costituisce un quadro anamnestico altamente suggestivo di JME. La diagnosi può essere avvalorata dalla elettroencefalogramma che mostra bilateralmente rapidi complessi (superiore a 3 Hz) polipunta onda irregolari.

## Terapia e prognosi
La JME è molto sensibile ai farmaci come l'acido valproico, da considerarsi di elezione in questo quadro sindromico. Benché la JME risponda molto bene alla terapia, la remissione completa è rara, con un tasso di recidive che si attesta intorno al 90% dopo sospensione della terapia.